# گلنوش سبقت‌الهی
گلنوش سبقت‌الهی (زاده ۲۹ آذر ۱۳۶۹ - اصفهان) ورزشکار رشته تیراندازی تپانچه و عضو تیم ملی تیراندازی جمهوری اسلامی ایران می باشد.

## افتخارات
مدال برنز تپانچه بادی ۱۰ متر تیمی بانوان در مسابقات تیراندازی قهرمانی جهان ۲۰۲۲ در قاهره
مدال طلا تپانچه بادی ۱۰ متر تیمی بانوان در مسابقات جام جهانی تیراندازی ۲۰۲۲ در ریو دو ژانیرو
مدال نقره تپانچه بادی ۱۰متر تیمی میکس در مسابقات جام جهانی تیراندازی ۲۰۲۱ در دهلی نو
مدال برنز تپانچه بادی ۱۰متر تیمی میکس در مسابقات جام جهانی تیراندازی ۲۰۲۲ در ریو دو ژانیرو
مدال برنز تپانچه بادی ۱۰متر تیمی میکس در مسابقات جام جهانی تیراندازی ۲۰۲۱ در اوسییک
مدال طلا تپانچه بادی ۱۰ متر انفرادی در بازی‌های همبستگی اسلامی ۲۰۱۷ در باکو
مدال برنز تپانچه بادی ۱۰متر تیمی میکس در مسابقات تیراندازی قهرمانی آسیا ۲۰۱۹ در دوحه
مقام چهارم تپانچه بادی ۱۰ متر در بازی‌های آسیایی ۲۰۱۸ جاکارتا

## کسب سهمیه المپیک
وی نماینده کشور ایران در مسابقات تپانچه بادی ۱۰ متر و تپانچه ۲۵ متر در بازی‌های المپیک تابستانی ۲۰۱۶ است.وی نخستین بانوی اصفهانی بود که موفق به کسب سهمیه المپیک شد. همچنین نخستین بار یک تیرانداز ایرانی در بخش تپانچه سهمیه این مسابقات مهم را به دست می‌آورد.

## المپیک ۲۰۱۶
| میزبان     | ورزشکار         | رویداد             | مقدماتی | مقدماتی | فینال     | فینال     |
| میزبان     | ورزشکار         | رویداد             | امتیاز  | رتبه    | امتیاز    | رتبه      |
| ---------- | --------------- | ------------------ | ------- | ------- | --------- | --------- |
| ریو، برزیل | گلنوش سبقت الهی | تپانچه بادی ۱۰ متر | ۳۷۹     | ۲۱      | راه نیافت | راه نیافت |
| ریو، برزیل | گلنوش سبقت الهی | تپانچه ۲۵ متر      | ۵۷۲     | ۲۸      | راه نیافت | راه نیافت |

## بازی های آسیایی ۲۰۱۸
| میزبان           | ورزشکار         | رویداد             | مقدماتی | مقدماتی | فینال     | فینال     |
| میزبان           | ورزشکار         | رویداد             | امتیاز  | رتبه    | امتیاز    | رتبه      |
| ---------------- | --------------- | ------------------ | ------- | ------- | --------- | --------- |
| جاکارتا، اندونزی | گلنوش سبقت الهی | تپانچه بادی ۱۰ متر | ۵۷۱     | ۴       | ۱۹۲.۹     | ۴         |
| جاکارتا، اندونزی | گلنوش سبقت الهی | تپانچه ۲۵ متر      | ۵۷۲     | ۲۲      | راه نیافت | راه نیافت |